# Abeltje (film)
Pour plus de détails, voir Fiche technique et Distribution.
Abeltje est un film néerlandais réalisé par Ben Sombogaart, sorti en 1998.

## Synopsis
Abel est retiré de l'école par sa mère et devient liftier. S'il appuie le bouton vert interdit de l'ascenseur, il est propulsé à Manhattan.

## Fiche technique
- Titre : Abeltje
- Réalisation : Ben Sombogaart
- Scénario : Burny Bos d'après le roman Abeltje d'Annie M.G. Schmidt
- Musique : Henny Vrienten
- Photographie : Reinier van Brummelen
- Montage : Herman P. Koerts
- Production : Burny Bos et Cristian van Merkestyn
- Société de production : Algemene Vereniging Radio Omroep, Belgische Radio en Televisie, Bos Bros. Film & TV Productions, Delux Productions, Iberoamericana Films Producción, Site 4 View Productions, Vlaamse Radio en Televisie et Westdeutscher Rundfunk
- Société de distribution : Warner Bros. (Pays-Bas)
- Pays :  Pays-Bas
- Genre : Aventure
- Durée : 110 minutes
- Date : 
  -  Pays-Bas : 26 novembre 1998

## Distribution
- Rick van Gastel : Abeltje Roef / Johnny Cockle Smith
- Soraya Smith : Laura
- Annet Malherbe : Ma Roef / Mùe. Cockle-Smith
- Victor Löw : Schraap
- Marisa van Eyle : Juffrouw Klaterhoen
- Frits Lambrechts : Jozias Tump
- Herman Koch : Tolk
- Kees Hulst : le maître d'école
- Leny Breederveld : la mairesse
- Carine Crutzen : la guerillero

## Distinctions
Le film a reçu le Veau d'or du meilleur film.